# Rhopalosiphoninus deutzifoliae
Rhopalosiphoninus deutzifoliae är en insektsart. Rhopalosiphoninus deutzifoliae ingår i släktet Rhopalosiphoninus och familjen långrörsbladlöss. Inga underarter finns listade i Catalogue of Life.